# 時間圖

紅綠燈的時間圖

I²S的數位時間圖

時間圖（timing diagram）也稱為計時圖，是统一建模语言2.0中特別的交互概述圖，著重在時間上的關係。
時間圖的 x 軸表示時間，y 軸則是各個物件的狀態。其呈現方式類似示波器的波形，在電機工程上已使用很長的時間。在許多積體電路的資料表中也常會用類似方式的數位時間圖說明繪製各信號之間的關係。
時間圖可以用來說明对象在特定時間區間內的行為。時間圖和时序图（sequence diagram）有些類似。時間圖和时序图的差異是時間軸的方向，時間圖的時間是從左到右增加，時序圖的時間是從上往下增加。
時間圖的標示方式可以分為concise和robust兩種。

## 外部連結
- Introduction to UML 2 Timing Diagrams （页面存档备份，存于）
- UML 2 Timing Diagrams （页面存档备份，存于）